# Mujeres de lujo
Mujeres de lujo es una telenovela chilena de drama policíaco y suspenso creada por Coca Gómez. Se estrenó por Chilevisión el 4 de enero de 2010 y finalizada el 27 de mayo de 2010.
La trama explora una variedad de temas, incluyendo la prostitución, el proxenetismo, el narcotráfico, el tráfico de armas, el tráfico ilegal de personas, el lavado de dinero, la homosexualidad y el intercambio de pareja, entre otros.
Protagonizada por Fernanda Urrejola en el personaje titular, junto a Catalina Guerra, Bárbara Ruiz-Tagle, Catalina Olcay, Javiera Díaz de Valdés y Marcela Del Valle. Con Álvaro Morales, Pablo Macaya y Héctor Noguera en roles masculinos principales, y cuenta con el rol antagónico de Ignacia Allamand.

## Sinopsis
Magdalena, bajo el alias de Esmeralda, es una joven prostituta que ha vivido en Barcelona, forzada a cambiar su identidad para sobrevivir. Tras una década alejada de Chile, recibe la oferta de su vida: regresar a su país para hacerse cargo de un exclusivo y prestigioso burdel Club Esmeralda. 
Su jefe, le promete la oportunidad de recuperar a su hijo, a quien ella había creído muerto durante años. Este hijo es fruto de su relación pasada con un fiscal. Sin embargo, Magdalena desconoce las terribles barreras legales y los oscuros secretos que deberá enfrentar en su búsqueda.
A lo largo de la trama, las vidas de las demás prostitutas que trabajan en el Club Esmeralda se entrelazarán con la de Magdalena, creando un complejo rompecabezas lleno de secretos, traiciones y giros inesperados.

## Reparto

### Principales
- Fernanda Urrejola como Magdalena Reyes / Esmeralda Marti[10]
- Álvaro Morales como Clemente Figueroa[11]
- Pablo Macaya como Lázaro Moyano / Chaka[12]
- Héctor Noguera como Ronny Palma[13]
- Ignacia Allamand como Lietta Meyer[14]
- Andrés Velasco como Aníbal Barahona
- Catalina Guerra como Angélica Vargas / Perla
- Bárbara Ruiz-Tagle como Virginia Letelier / Turquesa
- Catalina Olcay como Liliana Escalante / Zafiro
- Javiera Díaz de Valdés como Isidora Baeza / Rubí[15]
- Marcela Del Valle como Blanca Meyer / Amatista
- Malucha Pinto como Teresa Moyano
- Paulo Brunetti como Valentino Ricci
- Eduardo Paxeco como Sergio Piña / Tommy
- César Sepúlveda como Emmanuel Letelier / Diamante
- Guido Vecchiola como Maximiliano Larrazábal
- Osvaldo Silva como Renato Montes
- César Arredondo como Ramiro Faúndez
- Luz María Yacometti como Remedios Araya
- Nicolás Vigneaux como Moisés Moyano

## Producción

### Selección de reparto
En noviembre de 2008, el director Ricardo Vicuña, a través de la productora ejecutiva Verónica Basso, comenzó a negociar el proyecto Mujeres de lujo con las actrices mejor evaluadas de Mala conducta (2008) por parte de los ejecutivos de Chilevisión, entre ellas Malucha Pinto, María José Prieto, Ignacia Allamand, Javiera Hernández y Marcela del Valle. Prieto optó por desistir del proyecto debido a la temática erótica, mientras que a Hernández, se le ofreció el papel protagónico de Sin anestesia (2009), pero finalmente debió desistir por su embarazo.
A inicios de 2009, Basso inicialmente negoció con la actriz Leonor Varela para el papel principal en la telenovela, pero finalmente optó por desistir. En su lugar, en marzo del mismo año, Fernanda Urrejola asumió el papel central. También se unieron Catalina Guerra, Bárbara Ruiz-Tagle, Catalina Olcay y Javiera Díaz de Valdés. Las actrices principales se sometieron a un riguroso programa de preparación que incluía clases de modelaje, danza y rutinas de gimnasio para ajustar sus habilidades a los requisitos del papel. Para abordar de manera más auténtica el tema de la prostitución en la telenovela, Vicuña buscó la asesoría de la empresaria sexual Fiorella Vivanco. Vivanco colaboró estrechamente con la guionista en la construcción de los personajes vinculados al prostíbulo, aportando una perspectiva informada sobre la realidad del entorno que se retrataría en la serie.
Los ejecutivos también habían iniciado negociaciones previas con los actores Álvaro Morales y Andrés Velasco, quienes, tras no renovar sus contratos a partir del 1 de junio con Televisión Nacional de Chile, decidieron firmar con Chilevisión. La decisión de los actores se vio influenciada por Vicente Sabatini, quien dejó su cargo en Televisión Nacional para asumir como director ejecutivo de Ficción de Chilevisión el 10 de mayo, encargándose de supervisar la realización de la telenovela desde su rol ejecutivo.

### Rodaje
Las grabaciones comenzaron el 3 de agosto de 2009 en Chicureo, una localidad cercana a Santiago. El 9 de septiembre, Vicuña y Fernanda Urrejola viajaron a Barcelona para filmar escenas clave del primer episodio. Sin embargo, el 15 de septiembre de 2009, tras el regreso de Vicuña a Santiago, Chilevisión tomó la decisión de cesarlo de su cargo como director. Fue reemplazado por Patricio González, quien había trabajado anteriormente en Sin Anestesia (2009). Vicuña criticó al equipo de producción, acusándolos de ser responsables del retraso en las grabaciones. González, por su parte, optó por modificar el elenco y reestructurar el proyecto. Incluyó a Héctor Noguera y Paulo Brunetti en el reparto, mientras que Roberto Farías y Gonzalo Robles fueron removidos de sus papeles como Ronny y Valentino, respectivamente.
El rodaje sufrió una trágica pérdida el 16 de diciembre, cuando la vestuarista Lucy Jaramillo falleció tras caer a un foso en los estudios de Chilefilms. La tragedia se agravó el 28 de diciembre, cuando se canceló el lanzamiento de la telenovela previsto en el The Ritz-Carlton Santiago debido a la pérdida del embarazo de Fernanda Urrejola, un evento que conmocionó profundamente al equipo de producción y afectó el desarrollo del proyecto.
Fue grabada en alta definición pero, transmitida en SD. Su estreno fue el día lunes 4 de enero de 2010 en horario prime de las 22:00, y finalizó el 27 de mayo del mismo año, liderando el rating en ambas emisiones. 

## Recepción
| Horario              | # Eps. | Estreno            | Estreno         | Final              | Final           | Posición  | Temporada | Promedio Final |
| Horario              | # Eps. | Data               | Primer capítulo | Data               | Último capítulo | Audiencia | Temporada | Promedio Final |
| -------------------- | ------ | ------------------ | --------------- | ------------------ | --------------- | --------- | --------- | -------------- |
| lunes a jueves 22:30 | 78     | 4 de enero de 2010 | 21,6            | 27 de mayo de 2010 | 31,3            | 2         | 2019      | 18,5           |

## Transmisiones
- 2011: Mega TV (USA)[32]
- 2011: Canal 10 (Uruguay)
- 2012: Telerama (Ecuador)[33]
- 2024: Chilevisión (Chile)[34]